# Juca Varella
Luiz Varella Júnior, mais conhecido como Juca Varella (Bocaina, abril de 1964), é um fotojornalista brasileiro.
Iniciou sua carreira em 1985. Formou-se em jornalismo pela Universidade Metodista de São Paulo. Passou pelas redações do Grupo Diário Comércio e Indústria; revistas da Editora Globo; jornal O Estado de S. Paulo e pela Folha de S.Paulo, onde trabalhou e colaborou por mais de 20 anos. Pela Folha atuou por cinco anos na Sucursal de Brasília; cobriu as Copas do Mundo na França (1998) e Coréia-Japão (2002), além dos Jogos Olímpicos de Sydney (2000).
Em 2003, junto com o jornalista Sérgio Dávila, foi enviado especial da Folha de S.Paulo, na cobertura da Guerra do Iraque e foi o único repórter-fotográfico brasileiro a cobrir o conflito direto do front. Desse trabalho, em co-autoria, resultou o livro Diário de Bagdá, que rendeu a ambos o Prêmio Esso de Reportagem 2003.
Retornou ao Iraque por mais três vezes, em 2005 e 2010, ocasião em que cobriu as primeiras eleições iraquianas no pós-guerra; em 2013, novamente com o jornalista Sérgio Dávila, hoje diretor-executivo da Folha de S. Paulo, ocasião em que reportaram em plataforma multi-mídia a Guerra do Iraque, dez anos depois.
Por três vezes, Juca conquistou o Prêmio Comunique-se de fotojornalismo, como melhor fotógrafo do ano e foi finalista em 11 edições do Prêmio.
Durante sete anos foi editor de fotografia do jornal diário O Estado de S. Paulo, onde foi um dos criadores do Fotorepórter, o primeiro canal de jornalismo cidadão do Brasil.
Em 2009 cobriu a fome na Etiópia, juntamente com o correspondente dO Estado em Genebra, Jamil Chade, autor do livro O Mundo não é plano, editado em 2010. As fotos de Juca Varella ilustram a obra.
Foi um dos fundadores do site Fotos Públicas, que reúne conteúdo fotojornalístico mundial para download gratuito.
Em 2012 trabalhou na campanha eleitoral de José Eduardo dos Santos à presidência de Angola, onde morou por três meses e, em 2014, atuou na campanha presidencial do Panamá, onde também viveu por outros três meses.
De 2015 a 2016 e de 2023 a 2024, ocupou o cargo de Gerente de Imagem da Agência BrasilE/BC em Brasília, onde implantou a Agência de Vídeos Noticiosos e revitalizou a Agência de Fotografia.
Em 2022 foi convidado a fazer parte do site Testemunha Ocular, lançado pelo Instituto Moreira Salles, que reúne imagens produzidas por fotojornalistas de renome de diferentes gerações e regiões do país.
Parte de sua trajetória profissional em seus 40 anos de carreira estão detalhadas no Museu da Pessoa.

Atualmente é colaborador do jornal Folha de S. Paulo e desenvolve projetos pessoais.[carece de fontes]